# José Rogelio Villarreal
José Rogelio Villarreal (Santiago del Estero, 4 de mayo de 1926-Buenos Aires, 17 de diciembre de 2007) fue un militar argentino que se desempeñó en el Proceso de Reorganización Nacional. Fue oficial del Ejército Argentino y alcanzó el rango de general de división.

## Biografía
Nació en Santiago del Estero. Ingresó al Colegio Militar de la Nación el 1 de marzo de 1944 y egresó del mismo tres años después como subteniente de infantería en la promoción número 76 de dicha academia militar. Se casó con María del Pilar Mendoza con quien tuvo cuatro hijos: Guillermo, Fernando, Virginia y Rafael. El matrimonio del general Villarreal y su esposa María tuvo 16 nietos.
Ascendió a general de brigada en diciembre de 1975 y asumió como comandante de la IV Brigada de Infantería Aerotransportada. En febrero de 1976, asumió como jefe I-Personal del Estado Mayor General del Ejército.
En marzo de 1976, Villarreal participó del golpe de Estado del 24 de marzo. Junto a Pedro Santamaría y Basilio Lami Dozo arrestó a la presidenta María Estela Martínez de Perón en el Aeroparque Jorge Newbery. Sigue una reproducción textual de una frase propalada por Villarreal hacia la mandataria:

Señora, las Fuerzas Armadas han decidido tomar el control político del país y usted queda arrestada
José Villarreal, 24 de marzo de 1976

Asumida la Junta Militar y el presidente de facto Jorge Rafael Videla, Villarreal asumió la titularidad de la Secretaría General de la Presidencia.
En 1979, asumió como 2.do comandante del I Cuerpo de Ejército. En 1980, se hizo cargo del V Cuerpo de Ejército. Pasó a retiro en el año 1982 en un recambio de los titulares del EA.